# Aeternus
Gli Aeternus sono un gruppo black/death metal formatosi a Bergen con la seguente line up: Ares, Dreggen e Erik. La band ha avuto vari cambi di line up prima di arrivare alla formazione attuale.

## Formazione

### Formazione attuale
- Ares – voce, chitarra e basso (1993-presente)
- Phobos – batteria (2007-presente)
- Specter – chitarra e basso (2010-presente)
- Frode Kilvik – basso turnista (2013-presente)

### Ex componenti
- Cathrine Bauck – percussioni
- Ørjan – basso (1993-?)
- Vassago Rex – batteria (1993)
- Vrolok – batteria (1993-2006)
- Morrigan – basso, tastiera e pianoforte (1996-2001)
- Lava – chitarra (1999-2004)
- V'gandr – basso (2001-2012)
- Stanley – chitarra (2004-2005)
- Dreggen – chitarra (2005-2010)
- S. Winter – batteria (2006-2007)
- Døden – chitarra dal vivo (1997)
- Torgrim Øyre – chitarra dal vivo (1999)
- Skyggen – basso dal vivo (2012)

## Discografia

### Album in studio
- 1997 – Beyond the Wandering Moon
- 1998 – ...And So the Night Became
- 1999 – Shadows of Old
- 2001 – Ascension of Terror
- 2003 – A Darker Monument
- 2006 – HeXaeon
- 2013 – ...And the Seventh His Soul Detesteth
- 2018 – Heathen

### Raccolte
- 2000 – Burning the Shroud

### EP
- 1995 – Dark Sorcery
- 1998 – Dark Rage

### Demo
- 1994 – Walk My Path
- 2002 – Demo 2002